# Délegyháza
Délegyháza é um município da Hungria, situado no condado de Peste. Tem 25,42 km² de área e sua população em 2015 foi estimada em 4.306 habitantes.